# بيتر كلاين (مغني)
بيتر كلاين (بالألمانية: Peter Klein)‏ هو مغني ومغني أوبرا نمساوي وألماني، ولد في 25 يناير 1907 في Zündorf ‏ في ألمانيا، وتوفي في 3 أكتوبر 1992 في فيينا في النمسا.

## وصلات خارجية
- بيتر كلاين على موقع IMDb (الإنجليزية)
- بيتر كلاين على موقع ميوزك برينز (الإنجليزية)
- بيتر كلاين على موقع أول ميوزيك (الإنجليزية)
- بيتر كلاين على موقع ديسكوغز (الإنجليزية)
- بيتر كلاين على موقع كينوبويسك (الروسية)